# بيتر غراهام (ملحن)
بيتر غراهام (بالإنجليزية: Peter Graham)‏ هو ملحن بريطاني، ولد في 1958 في أناركشاير في المملكة المتحدة.

## وصلات خارجية
- بيتر غراهام على موقع ميوزك برينز (الإنجليزية)
- بيتر غراهام على موقع أول ميوزيك (الإنجليزية)
- بيتر غراهام على موقع ديسكوغز (الإنجليزية)